# 孟贯
孟贯（?—?），字一之，建安（今福建建瓯）人，約五代時期詩人。
早年居南唐，与伍乔、江为为诗友，尤工於五律。顯德五年（958年），周世宗南征，至廣陵，孟贯渡江献诗，首篇《书贻谭先生》云：“不伐有巢树，多移无主花”之句。世宗閱後不悅曰：“朕伐叛引民，何得‘有巢無主’之說”。仍释褐（脫掉平民的粗衣）授官。餘事不詳。有《孟一之诗集》一卷，今存。全唐詩存其詩一卷。

## 外部鏈結
- 孟貫生平及詩作 （页面存档备份，存于）